# Вятер (Октябрьский район)
Вятер, Ятер (бел. Вяцер) — упразднённый хутор в Октябрьском районе Гомельской области Беларуси. В составе Октябрьского сельсовета.

## География
Рядом располагались населённые пункты Колбик, Перекалье и др.

## История
В 1909 году хутор Ятер в Бобруйском уезде Рудобельской волости Минской губернии.
До 22 июля 1971 года хутор Вятер в составе Октябрьского сельсовета, жители хутора переехали в деревню Залесье.
28 июля 1971 года хутор Вятер упразднён.

## Население

### Численность
- 1971 год — 0 человек

### Динамика
- 1909 год — 68 человек, 7 дворов[3]
- 1971 год — 0 человек